# Melcha suffita
Melcha suffita är en stekelart som först beskrevs av Tosquinet 1903.  Melcha suffita ingår i släktet Melcha och familjen brokparasitsteklar. Inga underarter finns listade i Catalogue of Life.